# آتسوشی شیراماتا
آتسوشی شیراماتا (انگلیسی: Atsushi Shiramata؛ زادهٔ ۲۲ مارس ۱۹۹۴) بازیگر اهل ژاپن است.